# 禤傑思
禤傑思（英語：Chris Huhne，1954年7月2日—），英國政治人物，曾任英國國會下議院議員及歐洲議會議員。

## 政治生涯
2010年獲委任為英國能源及氣候變化大臣。
2012年因涉嫌妨礙司法公正辭職。禤傑思因婚外情與妻子普萊斯（Vicky Pryce）離婚，結果被前妻舉發在2003年超速案中頂包，兩人雙雙被查。2013年辭任下議院議員。